# Césaire Léon Amaudric du Chaffaut
Pour les articles homonymes, voir Chaffault.
Césaire Léon Amaudric, comte du Chaffaut est un homme politique français né le 19 mai 1822 à Digne-les-Bains (Alpes-de-Haute-Provence) et mort le 6 juin 1884 à Digne-les-Bains.
Représentant des Basses-Alpes en 1871, il siège au centre-gauche, mais vote parfois avec la droite. Il est sénateur des Basses-Alpes de 1876 à 1884, élu sur la liste conservatrice. Il vote généralement avec la droite.